# Archaeopteris

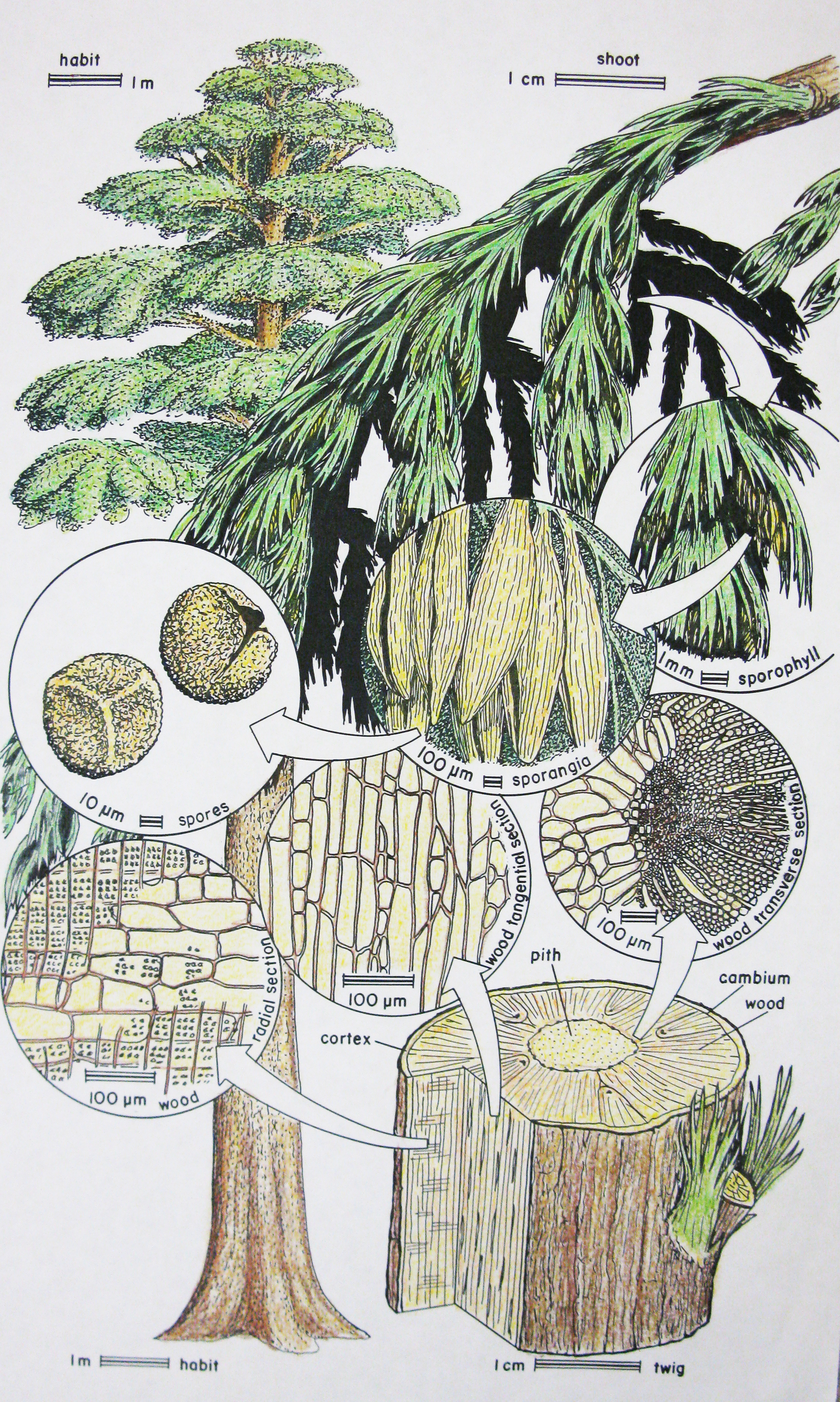
Rekonstrukce Archaeopteris macilenta z období od svrchního devonu

Archaeopteris je vyhynulý rod cévnatých rostlin s kapraďorostům podobnými listy. Jedná se o užitečnou vůdčí fosilii, která se nachází v geologických vrstvách, jež spadají do období od svrchního devonu do spodního karbonu, a je celosvětově rozšířena. Jméno rodu je odvozeno od starořeckých slov ἀρχαῖος (archaīos) neboli pradávný a πτέρις (ptéris) neboli kapradina.
Do objevení rodu Wattieza v roce 2007 se mnozí vědci domnívali, že je Archaeopteris nejstarší známý strom.

## Popis
Stromy tohoto rodu dorůstaly obvykle do výše 10 m a svým olistěním připomínaly některé jehličnany. Kmeny některých druhů měly přes 1,5 m v průměru.

## Biotop
Důkazní materiál nasvědčuje, že stromy Archaeopteris dávaly přednost vlhkým půdám poblíž tekoucích vod a v údolních nivách. Byly významnou součástí stromového patra raných lesů.